# مربع قتالي
1. Lead Element
2. High Element
3. Low Element
4. Low Low Element

تم تطوير مربع قتالي لسرب بي-17 من 12 طائرة في أكتوبر 1943. أكملت ثلاثة مربعات من هذا القبيل مربع مجموعة 36 طائرة.

صندوق أو مربع قتالي عبارة عن تشكيل تكتيكي استخدمته القاذفات الثقيلة (الاستراتيجية) للقوات الجوية للجيش الأمريكي خلال الحرب العالمية الثانية. كما تمت الإشارة إلى صندوق القتال باسم «التكوين المتدرج». كان هدفها الدفاعي هو حشد القوة النارية لبنادق القاذفات، بينما ركزت الهجومية على إطلاق القنابل على الهدف.
في البداية تم إنشاء تشكيلات تتماشى مع عقيدة سلاح الجو قبل الحرب بأن القاذفات الجماعية يمكنها مهاجمة وتدمير الأهداف في وضح النهار دون مرافقة المقاتلات، بالاعتماد على إطلاق النار المتشابك من مدافعهم الرشاشة. ومع ذلك، أدى استخدام القاذفات الجوية الأمريكية على ارتفاعات عالية إلى عوامل تتطلب نمطًا أكثر تشديدًا للقنابل واستمر استخدام المربع القتالي حتى بعد ظهور المقاتلات المرافقة - وخاصة بدءًا من ربيع عام 1944 فوق أوروبا، حيث حلقت مقاتلات القوات الجوية الأمريكية بعيدًا من مربعات القتال في وضع التفوق الجوي بدلاً من ذلك ضد مقاتلات لوفتفافه- خفف إلى حد كبير من خطر اعتراض المقاتلات.
يرجع الفضل في إنشاء هذا المفهوم إلى العقيد كورتيس إي ليماي، قائد مجموعة القصف 305 في إنجلترا. ومع ذلك، كان سلاح الجو الثامن يجرب تشكيلات تكتيكية مختلفة منذ مهمة القصف الأولى في 17 أغسطس 1942، والتي عُرفت العديد منها أيضًا باسم «الصناديق». أنشأت مجموعة LeMay صندوق القتال "Javelin Down" في ديسمبر 1942، وأصبح هذا التشكيل هو الأساس للعديد من الاختلافات في صناديق القتال التي تلت ذلك.